# Кутарба, Герман Васильевич
Ге́рман Васи́льевич Кута́рба (10 сентября 1978, Гагра, СССР) — российский футболист, начинал как защитник, затем был переведён на позицию полузащитника. Мастер спорта России. Тренер спортивной школы футбола № 10 города Сочи.

## Карьера
Воспитанник абхазского и адлерского футбола. Свой первый матч в высшей лиге российских первенств Кутарба провёл за сочинскую «Жемчужину» 7 сентября 1996 года, выйдя на замену в матче против калининградской «Балтики». Первым голом отметился 24 июня 1998 года в матче против владикавказской «Алании», причём оформил в том матче дубль.
Выступал за «Жемчужину», «Кубань», «Аланию». В 2001 году был приглашён Валерием Газзаевым в московское «Динамо». В середине сезона, когда Газзаев покинул пост главного тренера динамовцев, руководство отказалось от услуг игрока, и тот вернулся в «Аланию». Сезон 2002 года провёл в грозненском «Тереке», вместе с которым вышел в Первый дивизион. В 2003 году оказался вновь во второй лиге, в составе владикавказского «Автодора». По словам игрока его контракт был отдан «Автодору» Газзаевым в качестве оплаты трансфера Игоря Яновского.
В середине 2003 года был взят в аренду киевским «Арсеналом», который возглавлял Вячеслав Грозный. Кутарба возглавлял зачёт по системе «гол+пас» и даже рассматривался тогдашним тренером сборной России Георгием Ярцевым в качестве кандидата на включение в заявку на чемпионат Европы 2004 года. Позже у столичного украинского клуба возникли серьёзные финансовые проблемы.
В начале 2005 года Кутарба получил приглашение от московского «Динамо», который тренировал Олег Романцев. Получив повреждение мениска перед началом сезона, Кутарба был прооперирован и в течение около двух месяцев не мог выходить на поле. Позже, в мае 2005 года, Романцев ушёл в отставку, а Кутарба в летнее трансферное окно был выставлен на продажу. Игрок вновь оказался на Украине в запорожском «Металлурге» у тренера Вячеслава Грозного. За запорожский клуб Кутарба отыграл один сезон.
Сезон 2007 года Кутарба начал в пятигорском «Машуке», а в августе вернулся на Украину, в симферопольскую «Таврию». Правда, за весь сезон игрок провёл всего лишь 5 матчей, все пять раз выходя на замену. Летом 2008 года находился на просмотре во владивостокском «Луче-Энергии». В итоге пополнил состав ростовского СКА.
В 2010 году вернулся на родину, выступал за местную «Гагру», с которой стал чемпионом Абхазии.

## Дисквалификации
Кутарба отличается чрезмерной эмоциональностью и несдержанностью на поле, за что несколько раз подвергался дисквалификациям.
В 1998 году, в матче против элистинского «Уралана», Кутарба нанес тяжелую травму 18-летнему Александру Воропаеву, от которой тот так и не смог оправиться. Спустя некоторое время Воропаев завершил карьеру. Кутарба был дисквалифицирован на 10 матчей.
В том же году, выступая за сочинскую «Жемчужину», подрался во время матча на местном стадионе с Александром Бабием — футболистом «Зенита», с которым команда Кутарбы проводила встречу.
В 1999 году он был подвергнут десятиматчевой дисквалификации за плевок и попытки физического воздействия на судью.
В сентябре 2005 года отстранён от участия в восьми матчах за бросок мяча в лицо судье и удар соперника.